# Neivamyrmex erichsonii
Neivamyrmex erichsonii es una especie de hormiga guerrera del género Neivamyrmex, subfamilia Dorylinae. Esta especie fue descrita científicamente por Westwood en 1842.